# Mochtar Lubis
Mochtar Lubis, né le 7 mars 1922 à Padang (Sumatra occidental) et mort le 2 juillet 2004 à Jakarta, est un journaliste et écrivain indonésien, fondateur, en 1949, du quotidien Indonesia Raya et opposant à Soekarno.
Il a été marié et père de trois enfants, deux garçons, Iwan né en novembre 1947, Ade né en décembre 1952 et une fille, Ira née en septembre 1953.

## Biographie
Il est le fils d'un fonctionnaire batak de l'administration coloniale néerlandaise (son père termine sa carrière demang de kerinci) et d'une mère minangkabau. Après ses études secondaires, Mochtar Lubis enseigne les mathématiques et le néerlandais à l'HIS de Teluk Dalam sur l'île de Nias entre 1939 et juillet 1941 puis rejoindra Jakarta, ou durant l'occupation de l'Indonésie il travaillera notamment pour une radio militaire japonaise.
Deux jours après le transfert formel de souveraineté, le 29 décembre 1949, il fait partie de l'équipe des fondateurs du quotidien Indonesia Raya[réf. souhaitée].
Il est l'un des premiers membres de l'International Press Institute, IPI en 1952.
En 1954, il rejoint le Congrès pour la liberté de la culture, une association culturelle anticommuniste dont il fut révélé, en 1967, qu'elle était secrètement financée par la Central Intelligence Agency des États-Unis au travers de fondations écrans.

## Opposition à Soekarno
Critiquant systématiquement l'action politique comme le comportement personnel du président Soekarno et de ses gouvernements successifs[réf. souhaitée], il prend ouvertement position en faveur de la rébellion du PRRI à Sumatra occidental. Il est donc arrêté le 21 décembre 1956 et incarcéré une première fois, pendant une durée de 15 jours, puis assigné à résidence pendant 4 ans dans sa maison de Jalan Bonang 18, dans le quartier de Menteng à Jakarta. Passé les premiers mois, de son aveu même, les conditions de sécurité ne sont pas très strictes et il peut recevoir des amis et transmettre ses articles à Indonesia Raya pour qu'ils soient publiés. Finalement, ce régime prend fin le 29 avril 1961.
Libre de ses mouvements, il se rend à un congrès de l'IPI à Tel Aviv et dès son retour, après seulement deux mois et demi de liberté, il est de nouveau arrêté et emprisonné, d'abord à Jakarta puis transféré, le 22 décembre 1962, dans une prison de Madiun. Selon ses dires, les conditions de détention y sont plutôt douces : ils ne sont que neuf prisonniers dans un bâtiment pouvant en accueillir une centaine, les portes des cellules sont presque constamment ouvertes, les détenus politiques ont même quelques prisonniers de droit commun à leur service, les relations avec les geôliers sont qualifiées d'amicales, on les emmène parfois au golf miniature ou à la piscine, des activités artistiques ou sportives sont même organisées dans la prison et sa femme lui rend visite chaque mois. À la suite des évènements du G30S, des membres du PKI sont enfermés à la prison et Mochtar Lubis et ses compagnons sont renvoyés le 25 octobre 1965 à Jakarta, où il restera encore incarcéré jusqu'au 17 mai 1966, se voyant encore imposer des restrictions de circulation jusqu'en novembre de la même année.

## Sous l'Orde Baru
En 1966, en compagnie d'une poignée d'autres figures du milieu artistique ou journalistique indonésien, il crée la Fondation Indonesia, Yayasan Indonesia, et en devient directeur. Elle est  en partie financée par l'Association internationale pour la liberté de la culture, nouvelle appellation désignant le Congrès pour la liberté de la culture qui souhaite « favoriser l'éclosion d'une culture libre et humaine » ; elle publiera notamment le mensuel Horison à partir de juillet 1966.
En 1970, avec une partie des membres fondateurs de la Yayasan Indonesia et quelques autres personnages du monde culturel indonésien, il participe à la création de la Fondation Obor, Yayasan Obor, qui se donne pour but « de combler le vide intellectuel et culturel laissé en Indonésie par le régime de Soekarno » et ambitionne de publier des ouvrages de Sciences sociales concernant l'Indonésie, ouvrages traduits de l'anglais ou du néerlandais en indonésien. A ses débuts le poste de directeur de la fondation est occupé par Ivan Kats par ailleurs membre du comité directeur de l'Association internationale pour la liberté de la culture.
À la suite de la création du Conseil Culturel de Jakarta, Dewan Kesenian Daerah ou DKD de Jakarta, il est chargé, avec six autres personnes, d'en nommer les futurs membres, qui à leur tour éliront les sociétaires de l'Académie de jakarta et parmi eux Mochtar Lubis.